# Informationstechnisches System
Unter dem Begriff informationstechnisches System (IT-System) versteht man jegliche Art elektronischer datenverarbeitender Systeme.
Darunter fallen z. B.:
- Computer
- Großrechner, Hochleistungsrechner
- Verteilte Systeme (wie z. B. Serversysteme, Computer-Grids, Cloud Computing)
- Datenbanksysteme
- Informationssysteme
- Prozessrechner, Digitale Messsysteme
- DSP-Systeme
- Mikrocontroller-Systeme, Kompaktregler
- eingebettete Systeme
- Mobiltelefone, Handhelds
- digitale Anrufbeantworter
- Videokonferenzsysteme
- diverse Kommunikationssysteme.

Der Begriff wurde am 22. August 2007 in einem Fragenkatalog des deutschen Bundesministeriums der Justiz im Zusammenhang mit Online-Durchsuchungen als Rechtsbegriff verwendet. Das Bundesverfassungsgericht hat im Urteil zur Online-Durchsuchung vom 27. Februar 2008 – 1 BvR 370/07 bzw. 1 BvR 595/07 – auch das Internet in seiner Gesamtheit als informationstechnisches System angesehen.